# José Ramón García Antón
José Ramón García Antón (Sant Vicent del Raspeig, 1948 - 2009) fou un polític valencià i enginyer de camins, canals i ports per l'Escola Superior de Madrid, diputat a les Corts Valencianes en la VII legislatura.
Entre 1972 i 1995 fou professor a la Universitat Politècnica de València, a l'àrea d'enginyeria hidràulica. També va ser president del Col·legi d'Enginyers de Camins, Canals i Ports d'Alacant des de 1984 fins a 1995. Entre 1993 i 1995 fou gerent de Proaguas-Costablanca SA, empresa pública de la Diputació d'Alacant.
El 1995, amb l'arribada del popular Eduardo Zaplana a la Generalitat Valenciana, és nomenat Director General i Subsecretari d'Obres Públiques de la Conselleria d'Obres Públiques, Urbanisme i Transport de la Generalitat Valenciana, quan era conseller Luis Fernando Cartagena Travesedo. Amb el cessament d'aquest, el 1998, García Antón va passar a ocupar el càrrec, i el va continuar ocupant en els successius governs populars, amb Zaplana i amb el govern interí de José Luis Olivas.
Va ser conseller d'Infraestructures i Transports de la Generalitat Valenciana del 2003 al 2007, en el govern del també popular Francesc Camps.
El darrer càrrec que va ocupar fou el de responsable de la Conselleria de Medi Ambient, Aigua, Urbanisme i Habitatge de la Generalitat Valenciana.
José Ramón García Antón fou un dels màxims exponents per a la defensa del Transvasament de l'Ebre que el modificat, però no derogat Plan Hidrológico Nacional preveia.
Morí l'11 d'agost de 2009, a l'edat de 61 anys, a causa d'un infart, en el seu domicili de Sant Vicent del Raspeig (Alacantí). Durant el matí havia fet una visita de seguiment de les obres del transvasament Xúquer-Vinalopó a la vila d'Asp.
L'any 2009 va rebre l'Alta Distinció de la Generalitat Valenciana.